# Blossoms
I Blossoms sono un gruppo musicale indie rock britannico formatosi nel 2013 a Stockport. La band è composta da cinque membri: Tom Ogden (voce, chitarra), Charlie Salt (basso, sintetizzatore, seconda voce), Josh Dewhurst (chitarra, percussioni), Joe Donovan (batteria) e Myles Kellock (tastiere, sintetizzatore, seconda voce).

## Storia del gruppo

### Formazione del gruppo e primi anni
I membri della band nascono tutti al Stepping Hill Hospital di Stockport, città principale della contea di Grande Manchester e hanno frequentato lo stesso liceo, anche se in periodi diversi dovuti alle leggere differenze di età tra i membri. Tom Ogden e Joe Donovan si conoscono durante una gita scolastica al parco divertimenti Alton Towers, diventano presto amici condividendo la passione per la musica.
Dopo il liceo, Donovan e Ogden trovano lavoro presso il “Alma Lodge Hotel”; successivamente anche Kellock verrà assunto grazie ad una buona parola messa da parte di Ogden. Spesso, durante le pause dai turni, i tre discutevano sul mettere in piedi una band e ascoltavano demo musicali raccontando che questo fatto, spesso, li ha messi nei guai con il capo. All'epoca Joe Donovan e Charlie Salt facevano parte di una band con la quale Tom Ogden era in contatto. Josh Dewhurst era a sua volta in un'altra band; tuttavia, erano tutti infelici dei rispettivi gruppi. Così, Donovan e Ogden abbandonano le rispettive band con la volontà di formarne una ex novo: coinvolgono Salt e chiamano Dewhurst per la chitarra principale, in quanto li aveva colpiti molto ad un concerto per la sua bravura. Qualche mese più tardi si unisce anche Kellock alle tastiere e nel gennaio 2013 nasce ufficialmente la band Blossoms. In un'intervista il batterista Joe Donovan ha affermato che l'idea del nome è venuta dal nome di un omonimo pub a Stockport che “sembrava suonare bene come nome per una band”.
Il 3 Aprile 2013 i Blossoms per la prima volta come band si esibiscono al Night and Day Cafe a Manchester. L'ingresso costava £3. Per provare, la band sfruttava un'impalcatura nel cortile della casa del nonno di Charlie Salt la quale, peraltro, appare nella copertina dell'album di debutto ed è usata come location per più di un videoclip.
Nel gennaio 2014 i Blossoms pubblicano il loro primo singolo “You Pulled A Gun On Me”, registrato agli Eve Studios di Stockport. Il 14 dello stesso mese esce il videoclip della canzone, autoprodotto. Nella primavera 2014 la band firma un contratto con la casa discografica Skeleton Key Records.
Da marzo ad agosto 2014 i Blossoms sono impegnati nel loro primo tour nel Regno Unito. Le date tuttavia erano solo nei fine settimana poiché i membri della band erano ancora impegnati nei rispettivi lavori a tempo pieno, eccezion fatta per il chitarrista Josh Dewhurst che all'epoca aveva 17 anni e quindi ancora impegnato negli studi.
L'11 luglio 2014 si esibiscono al loro primo festival Tramlines a Sheffield presso i Yellow Arch Studios e suonano in apertura per la band James al Castlefield Bowl davanti a 8000 persone, evento che descrivono come un punto di svolta per il futuro della band.
James Skelly, proprietario dei Skeleton Records, produce il loro promo singolo ufficiale “Blow”, il cui videoclip è stato girato nell'impalcatura nel giardino del nonno di Salt, che usavano sempre come luogo di prove.
Nell'autunno 2014 i membri dei Blossoms che lavoravano hanno lasciato i loro impieghi per perseguire appieno il futuro da musicisti e di conseguenza hanno indetto un altro tour in Inghilterra, ottenendo il sold-out in più di una data, compresa quella del 1º novembre all'istituto per sordi di Manchester.
Durante l'inverno i Blossoms sono tornati ai Parr Street Studios di Liverpool con James Skelly per registrare “Cut Me And I'll Bleed” per il quale hanno poi annunciato un ampio tour in Inghilterra tra gennaio e marzo 2015.
Il cantante Liam Fray ha fatto sì che i Blossoms andassero in tour con la sua band The Courteeners e coi The Charlatans nel marzo 2015. Il 18 marzo invece, la band è stata invitata dal programma radiofonico BBC Introducing per suonare al the Official SXSW Showcase presso il Latitude 30 ad Austin, in Texas.
Tra giugno e luglio, i Blossoms hanno registrato l'EP “Blown Rose”, pubblicato il 31 luglio, contemporaneamente al videoclip che è stato nuovamente girato nell'impalcatura usata per le prove. Questo EP è stato il primo ad essere pubblicato sotto l'etichetta Virgin EMI, con cui hanno annunciato l'effettivo contratto il 18 agosto successivo. Nonostante questo, la band collabora ancora con James Skelly come loro produttore.
Durante l'estate 2015 hanno continuato a partecipare a festival estivi come The Great Escape, Y Not e Reading and Leeds mentre continuavano a supportare The Courteeners per il loro show all'Heaton Park.

### Charlemagnee l'album di debutto
Le registrazioni per il loro album di debutto sono iniziate nel settembre 2015. Il 4 ottobre i Blossoms hanno annunciato che il loro prossimo singolo si sarebbe intitolato "Charlemagne". Il cantante Tom Ogden ha raccontato che l'ispirazione per il titolo gli è venuta da suo fratello che nel periodo della composizione stava studiando storia, in particolare appunto Carlo Magno, e che questo nome rimava bene con un verso della canzone. Il singolo è stato pubblicato su iTunes e Spotify il 5 ottobre. “Charlemagne” ha riscosso successo diventando la traccia del giorno alla BBC Radio e conquistando un posto nella lista 'Spotlight on 2016' su Spotify. Il successo commerciale di “Charlemagne” ha continuato per tutto il dicembre successivo raggiungendo il top delle classifiche di vinili del periodo natalizio.
Il 5 gennaio 2017 viene pubblicato l'EP "At Most a Kiss" e il relativo videoclip. Il 22 dello stesso mese i Blossoms hanno annunciato che le registrazioni dell'album erano terminate. Mentre era nel mezzo del loro terzo tour, la band aveva come supporto i Viola Beach che la notte del 13 febbraio sono tragicamente morti in un incidente d'auto, insieme al loro manager. Per omaggiarli, i Blossoms hanno suonato alcuni dei brani della band venuta a mancare per il resto delle date rimanenti in cui i Viola Beach avrebbero dovuto accompagnarli.
Il singolo At Most a Kiss fu pubblicato il 23 febbraio. Il 12 aprile passò per la prima volta sulla BBC Radio 1 il brano Getaway prima della pubblicazione su iTunes e Spotify alla mezzanotte successiva. A maggio fu annunciato che i Blossoms si sarebbero esibiti come gruppo spalla degli Stone Roses al City of Manchester Stadium il 15 giugno. L'omonimo album di debutto dei Blossoms uscì il 5 agosto 2017 con My Favourite Room e Honey Sweet pubblicati in anteprima come singoli in pre-order. L'album fu accolto con recensioni favorevoli e raggiunse il primo posto nelle classifiche di vendita nel Regno Unito nelle prime settimane dalla pubblicazione. Nel mese di agosto il gruppo figurò sulla copertina della rivista NME. In autunno il tour di promozione dell'album conseguì il tutto esaurito, inclusa la performance al Stockport’s Plaza Theatre la mezzanotte stessa del giorno in cui l'album fu pubblicato. Il 9 settembre 2017 i Blossoms si sono esibiti all'Arena di Manchester all'evento We Are Manchester in occasione della riapertura della stessa in seguito all'attacco terroristico avvenuto tre mesi prima.
L'8 aprile 2018 la band ha aperto il concerto di Noel Gallagher & The High Flying Birds al Mehr Theatre di Amburgo. Il cantante è uno dei punti di riferimento artistici della band di Stockport.

### Il secondo album:Cool Like You
Cool Like You è stato pubblicato in Inghilterra il 27 aprile 2018, sotto l'etichetta discografica Virgin EMI Records. L'album è stato prodotto da James Skelly e Rich Turvey. Ha raggiunto la quarta posizione nella UK Albums Chart e la prima posizione nella Official Vinyl Albums Chart. Subito dopo la pubblicazione dell'album è seguito un tour in Inghilterra che ha ottenuto il sold-out in tutte le date, compresa la serata al O2 Apollo a Manchester e tre show al Stockport Plaza. Dopo aver partecipato a diversi festivals in estate, i Blossoms hanno intrapreso un tour Europeo che comprendeva anche una data in Italia, il 12 ottobre 2018 al Tunnel Club di Milano, hanno intrapreso poi un altro tour in Inghilterra per dicembre 2018, comprese due date al O2 Victoria Warehouse a Manchester e al O2 Brixton Academy a Londra. Anche questo tour ha ottenuto il tutto esaurito entro pochi minuti dalla pubblicazione delle date.
A giugno 2019 i Blossoms hanno suonato ad un raduno all'Edgeley Park Stadium, vendendo tutti i biglietti in meno di un'ora. Nel novembre 2019 invece hanno realizzato il loro primo tour in Nordamerica con sei date: Washington DC, Brooklyn, Toronto, Chicago, San Francisco e Los Angeles.

### Il terzo album:Foolish Loving Spaces
Il terzo album dei Blossoms è uscito il 31 gennaio 2020. L'album include le due tracce “Your Girlfriend”, “The Keeper” e “If You Think This Is Real Life”, singoli pubblicati in anteprima coi rispettivi videoclip. A una settimana dalla pubblicazione, ha raggiunto il primo posto nell'UK Albums Chart, diventando così il secondo album della band a raggiungere la prima posizione in questa classifica.
È stato annunciato un tour in Irlanda e Inghilterra per febbraio e marzo 2020 che include una data (il 28) all'Arena di Manchester, uno in Europa con cinque date (Amsterdam, Parigi, Cologne, Berlino e Amburgo) tra aprile e maggio. Tra maggio e giugno invece faranno da supporto in quattro date ai The Killers nel loro “Imploding the Mirage Tour”; il 10 luglio suoneranno al TRNSMT festival a Glasgow, il 30 luglio al Truck Festival e il 29 agosto al Victorious Festival.

## Stile e influenze
Già discretamente affermata nel panorama inglese, dove il primo album Blossoms e il terzo Foolish Loving Spaces hanno raggiunto il primo posto nelle classifiche, la band è ancora emergente nel resto del mondo. Lo stile li colloca nel genere indie pop, indie rock e new wave, con sonorità che ricordano gli anni '80, soprattutto per quanto riguarda le tastiere e la chitarra elettrica. Oasis, ABBA, The Beatles, The Doors, Arctic Monkeys, The Killers sono tra le band che più influenzano i Blossoms durante la scrittura dei testi e delle melodie.

## Formazione
- Tom Ogden – (voce, chitarra)
- Charlie Salt – (basso, sintetizzatore, seconda voce)
- Josh Dewhurst – (chitarra, percussioni)
- Joe Donovan – (batteria)
- Myles Kellock – (tastiere, sintetizzatore, seconda voce)

## Discografia

### Album in studio
- 2016 – Blossoms
- 2018 – Cool Like You
- 2020 – Foolish Loving Spaces
- 2022 – Ribbon Around the Bomb

### Singoli
- 2014 – You Pulled a Gun on Me
- 2014 – Blow
- 2015 – Cut Me and I'll Bleed
- 2015 – Blown Rose
- 2015 – Charlemagne
- 2016 – At Most a Kiss
- 2016 – Getaway
- 2016 – My Favourite Room
- 2016 – Honey Sweet
- 2017 – This Moment (feat. Chase & Status)
- 2018 – I Can't Stand It
- 2019 – Your Girlfriend
- 2019 – The Keeper
- 2020 – If You Think This Is Real Life

## Premi
| Anno | Premio         | Categoria                | Risultato  |
| ---- | -------------- | ------------------------ | ---------- |
| 2017 | Brit Awards    | British Breakthrough Act | Nomination |
| 2017 | Premio Mercury | Premio Mercury           | Nomination |
| 2018 | Global Awards  | Best Indie               | Nomination |
| 2019 | Global Awards  | Best Indie               | Vinto      |